# Hellgate: London
Hellgate: London — постапокалиптическая компьютерная ролевая игра в жанре action-rpg для Windows NT от Flagship Studios, вышедшая 31 октября 2007 года. В России игра была локализована компанией Soft Club (перевод текста с сохранением оригинального англоязычного озвучивания) и вышла 11 ноября 2007 года. Игра была разработана командой, возглавляемой бывшими сотрудниками Blizzard Entertainment, некоторые из которых принимали участие в разработке серии Diablo.
Действие игры разворачивается в наводнённом силами ада Лондоне 2038 года. Имеется два режима игры как однопользовательская, так и возможность многопользовательской на официальных серверах (LAN не поддерживается). Уровни игры генерируются случайным образом.
Официальные серверы для многопользовательской игры были закрыты в январе 2009 года.
Однако затем права на игру выкупила корейская компания Hanbitsoft, после чего они снова выпустили игру уже для азиатского рынка и открыли свои серверы. Они же получили возможность редактирования игры, во многом переделали основную сюжетную кампанию и персонажей и даже добавили новые регионы, например, Токио. Ещё позже эта же компания выпустила эту же версию игры и для остального мира под названием Hellgate: Global, с серверами в США. Спустя несколько лет серверы снова были закрыты. А 16 ноября 2018 года Hanbitsoft удалили из Hellgate Global мультиплеерную составляющую и выпустили игру в сервисе Steam под оригинальным названием Hellgate: London, хотя фактически это уже не та игра 2007 года, а её модификация от Hanbitsoft, без поддержки DirectX 10, которая была в оригинальной игре.

## Сюжет
Действия игры разворачиваются в 2038 году в постапокалиптичном Лондоне. После открытия портала орды демонов хлынули в город и захватили власть на поверхности земли. Выжившие укрылись в подземельях, создали специальные базы в тоннелях городской подземки и ведут борьбу с приспешниками ада, уничтожившими город. Вам предстоит играть за одного из таких защитников земли — элитного воина одной из трёх фракций, активно сопротивляющихся полчищам тьмы.

## Доступные классы
Всего в игре представлено 6 классов персонажей, разделённых на три фракции. Классы, относящиеся к одной фракции, используют одинаковые оружие и броню, а также имеют около 20 % одинаковых навыков (правда, доступных на разных этапах развития).

### Тамплиеры
Тамплиеры — воины религиозного ордена, пытаются во что бы то ни стало сохранить остатки человечества и дать отпор рвущейся в наш мир Тьме.
- Воитель (англ. Blademaster) — Класс, ориентированный на молниеносные рукопашные бои. Искусно владеющие парными мечами, Воители врезаются в самую гущу демонов и сражают их. Также Воителям доступны некоторые ауры Стражей. Здоровье Воитель способен восстанавливать с помощью специальных ударов.
- Страж (англ. Guardian) — В отличие от Воителя, этот класс более нетороплив и медлителен. Стражи способны наносить мощные удары мечом и щитом, а также в их арсенале есть множество аур, увеличивающих защиту, урон или регенерацию здоровья в зависимости от количества окружающих Стража врагов.

### Каббалисты
Каббалисты, изучая древние магические знания, сумели обратить силу демонов против них самих. Используя специальные фокусирующие перчатки и призывая элементалей, они сражаются с порождениями Ада. Многие считают, что идеология Кабаллистов граничит с безумием, однако они вносят слишком большой вклад в общее дело, чтобы отказываться от их помощи.
- Заклинатель (англ. Evoker) — Этот класс специализируется на тёмной магии. Также может использовать разные ослабляющие заклятья.
- Призыватель (англ. Summoner) — Этот класс персонажей специализируется на призывании различных существ, от элементалей вплоть до низших демонов.

### Охотники
Охотники — опытные солдаты, прошедшие службу в Вооружённых Силах ещё до вторжения демонов, и в этом мире для них тоже есть работа.
- Стрелок (англ. Marksman) — Игра за Стрелка более прочего напоминает классические FPS (экшены от первого лица). Использует множество разновидностей гранат и полагается на критический урон.
- Техник (англ. Engineer) — Как и стрелок отлично владеет гранатами и ружьями, также способен призывать роботов, которые помогают справиться с вражескими ордами.

Основное оружие техника — роботы, которых он может создавать. Именно они создают ударную силу, а также могут удерживать противника на расстоянии или отвлекать удар на себя. Также технику доступны некоторые тактические приёмы, общие для охотников.

## Геймплей
Геймплей Hellgate: London сочетает в себе ролевую составляющую с шутером от первого лица (или от третьего, по выбору). Персонажи могут зарабатывать опыт, получать уровни, распределять очки умения и повышать характеристики.
Генерируемые случайным образом уровни, случайно расположенные монстры, случайно выпадающие предметы и квесты позволяют проходить игру снова и снова, каждый раз получая что-то новое.
Игру можно проходить как в одиночку, так и в компании с друзьями на сервере игры. Многопользовательский режим акцентирует внимание на совместной борьбе игроков против монстров. Предусмотрен и упрощённый ПВП режим. Подписчики получат так же доступ к специальным PVP аренам и рейтингу. Игроки смогут объединяться в группы и совместно выполнять квесты. Сложность игры будет меняться с учётом находящихся в игре игроков.
Игровые монстры становятся сильнее с каждой новой локацией, даже при повторном вхождении в уже существующую. Поэтому даже намного улучшенное оружие через несколько уровней уже становится слабым.
Нововведением является то, что умереть «совсем», как в остальных играх жанра, нельзя.
За определённую плату можно ожить прямо на месте гибели, или бесплатно — пройдя к этому месту призраком от начала уровня. Это удобно, учитывая что погибать придется множество раз, часто не успев пройти даже двух шагов по уровню.

## Лондон: реальный и игровой
В Hellgate: London существуют зоны, населённые демонами и безопасные, которые предназначены для общения между игроками в безопасной обстановке, торговле и прочего.
Зоны боевых действий будут как случайными (создаваться генератором), так и дизайнерскими. В частности представлены некоторые достопримечательности настоящего Лондона.

## Саундтрек
Музыку к игре написали известные игровые композиторы Крис Веласко (Cris Velasco) и Саша Дикисиан (Sasha Dikiciyan) из объединения Sonic Mayhem.

## Отзывы
| Сводный рейтинг       | Сводный рейтинг |
| Агрегатор             | Оценка          |
| --------------------- | --------------- |
| GameRankings          | 70,07 %         |
| Русскоязычные издания |                 |
| Издание               | Оценка          |
| «Страна игр»          | 7,0/10          |

## Потенциальное продолжение
В марте 2024 года геймдизайнер Билл Роупер сообщил, что в разработке находится потенциальное продолжение оригинала под названием Hellgate: Redemption. Созданием игры занимается студия Lunacy Games, основанная Роупером в 2022 году. В кратком пресс-релизе разработчик сообщил, что это будет игра ААА-класса, созданная на Unreal Engine 5, а само продолжение сохранит геймплейную формулу оригинальной игры и некоторые элементы её вселенной. Дата выхода объявлена не была.